# Ceiba

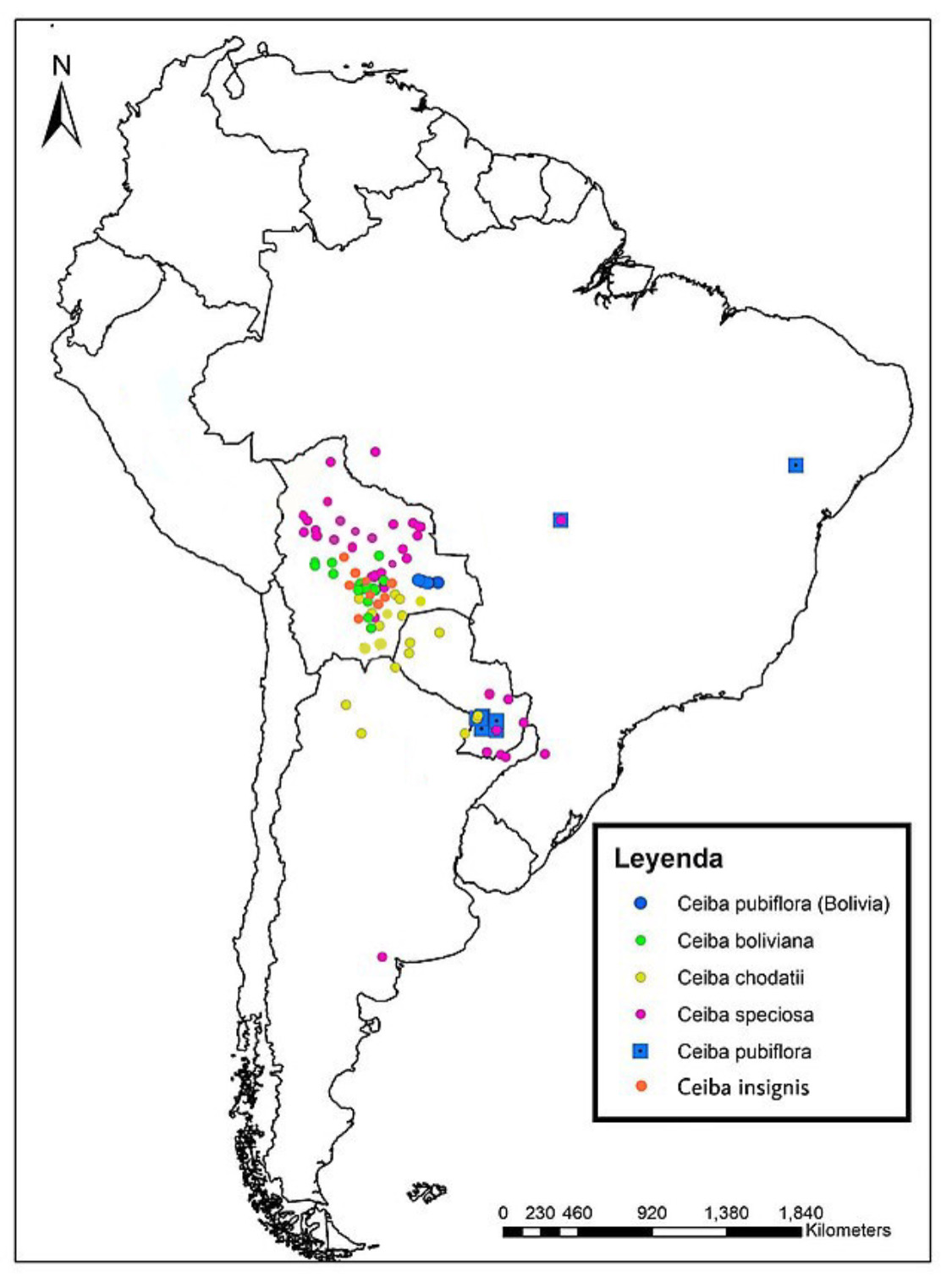
Distribución de Ceibas en América del Sur

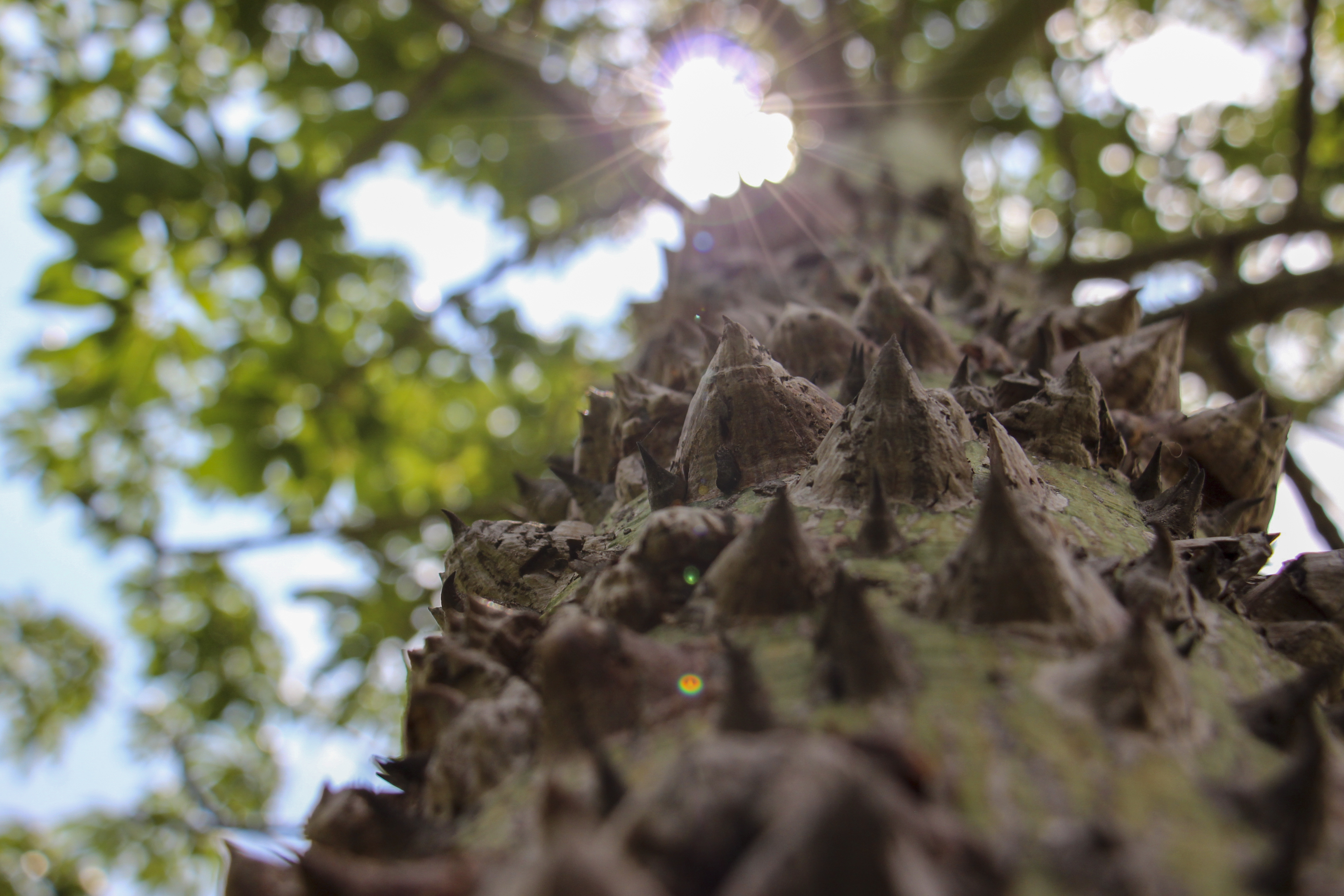
Ceiba de Oaxaca, México

Ceiba es un género con unas 21 especies aceptadas, del centenar descrito, perteneciente a la familia Malvaceae. Las nuevas clasificaciones incluyen las especies del género Chorisia dentro de este.
Parece haberse originado en el área tropical por donde se separaron América del Sur y África, hace unos 120 millones de años.

## Descripción
Son plantas grandes, frecuentemente con raíces tabulares, el tronco generalmente tiene espinas, al menos cuando es joven. Hojas alternas palmaticompuestas; foliolos 5 a 9, peciolulos articulados con el ápice del pecíolo. Inflorescencias en fascículos de pocas flores o en ocasiones, flores solitarias. Flores hermafroditas, usualmente actinomorfas, pediceladas.  Cáliz grueso, campanulado; pétalos 5, adnados a la base de una columna estaminal, suculentos; estambres 5, columna estaminal cónica o cilíndrica en la base, a veces con pseudoestambres 5, los filamentos fusionados en la base, cada pseudoestambre con una antera con 1–3 tecas espiraladas o anfractuosas; estigma capitado o ligeramente 5-lobulado. Fruto una cápsula elipsoide, leñosa; semillas redondeadas y numerosas, envueltas en una fibra algodonosa ("kapok") abundante y sedosa.
La mayoría de las especies de Ceiba, son caducas y empiezan su floración hasta que caen las hojas. La antesis es crepuscular o nocturna y por ello sus polinizadores son lepidópteros, murciélagos o menos frecuentemente colibríes.

## Hábitat
En general, las especies de este género ocurren naturalmente en bosques que tienen una época marcada de sequía, por ejemplo, en el bosque tropical caducifolio de México o en las costas del sureste de Brasil. No obstante, hay especies como Ceiba pentandra o Ceiba speciosa que muestran una tolerancia considerable a ambientes húmedos o incluso inundables.

## Taxonomía
Aunque Charles Plumier empezó a usar este nombre ya en 1703, el género fue descrito por Philip Miller y publicado en The Gardeners Dictionary...Abridged...fourth edition, vol. 1, p. CA-CE, en 1754. La especie tipo es Ceiba pentandra (L.) Gaertn.

#### Etimología
Ceiba: nombre dado por los taínos que se deriva de una palabra que significa 'bote' debido a que el tronco de las ceibas era utilizado por los taínos para construir los cayucos.

## Especies aceptadas
- Ceiba acuminata (S.Watson) Rose
- Ceiba aesculifolia (Kunth) Britten & Baker f.
- Ceiba allenii Woodson
- Ceiba boliviana Britten & Baker f.
- Ceiba chodatii (Hassl.) Ravenna
- Ceiba crispiflora (Kunth) Ravenna
- Ceiba erianthos (Cav.) K.Schum. - algodonero blanco de América, bimba del Perú, ceiba espinosa, ceibo de América, chulma del Perú.[9]
- Ceiba glaziovii (Kuntze) K.Schum.
- Ceiba insignis (Kunth) P.E.Gibbs & Semir
- Ceiba jasminodora (A.St.-Hil.) K.Schum.
- Ceiba lupuna P.E.Gibbs & Semir
- Ceiba pentandra (L.) Gaertn.
- Ceiba pubiflora (A.St.-Hil.) K.Schum. - palo borracho
- Ceiba rubriflora Carv.-Sobr. & L.P.Queiroz
- Ceiba salmonea (Ulbr.) Bakh.
- Ceiba samauma (Mart. & Zucc.) K.Schum.
- Ceiba schottii Britten & Baker f.
- Ceiba soluta (Donn.Sm.) Ravenna
- Ceiba speciosa (A.St.-Hil.) Ravenna
- Ceiba trischistandra (A.Gray) Bakh.
- Ceiba ventricosa (Nees & Mart.) Ravenna[1]

Especies
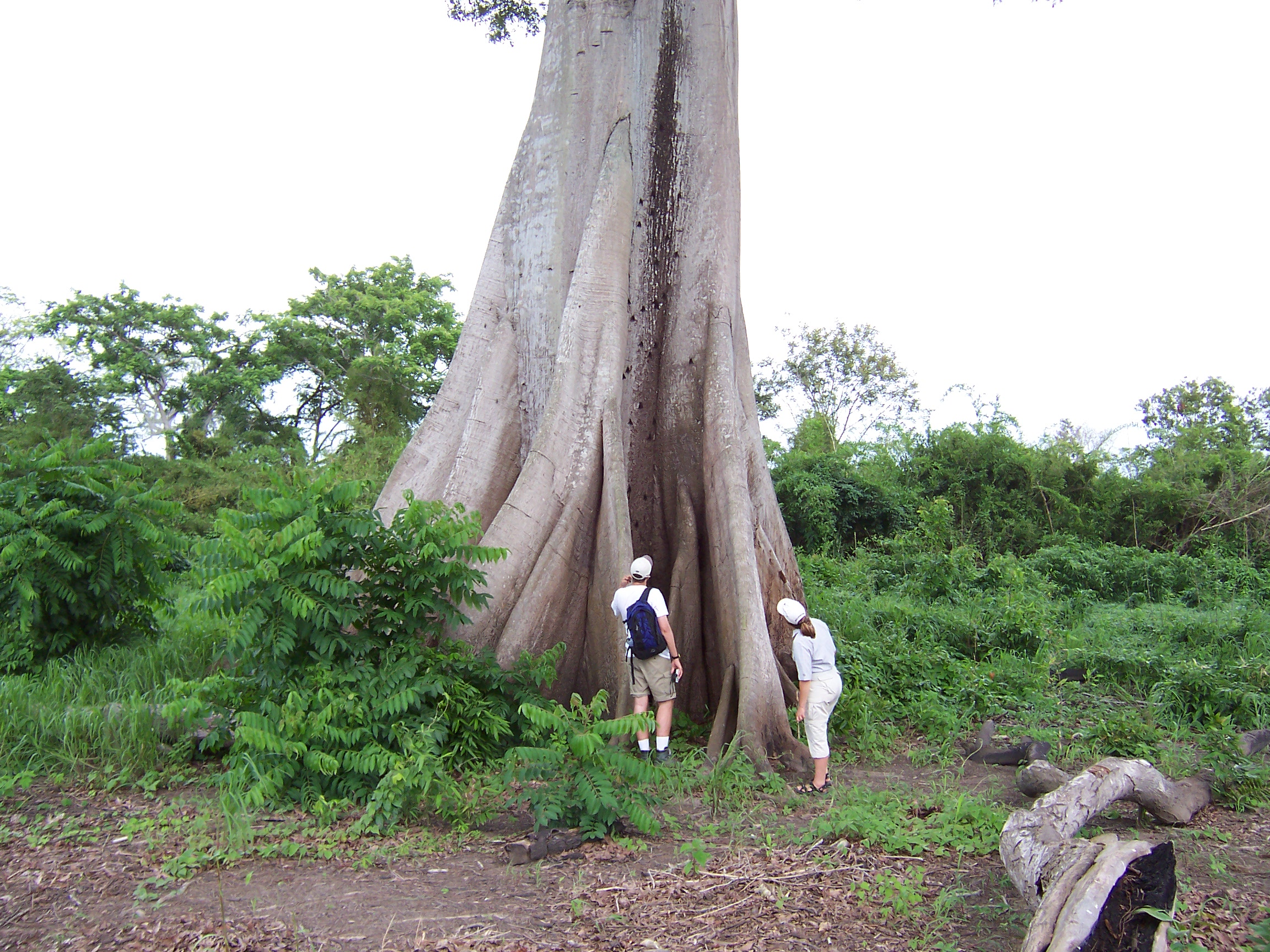
Raíces tabulares.
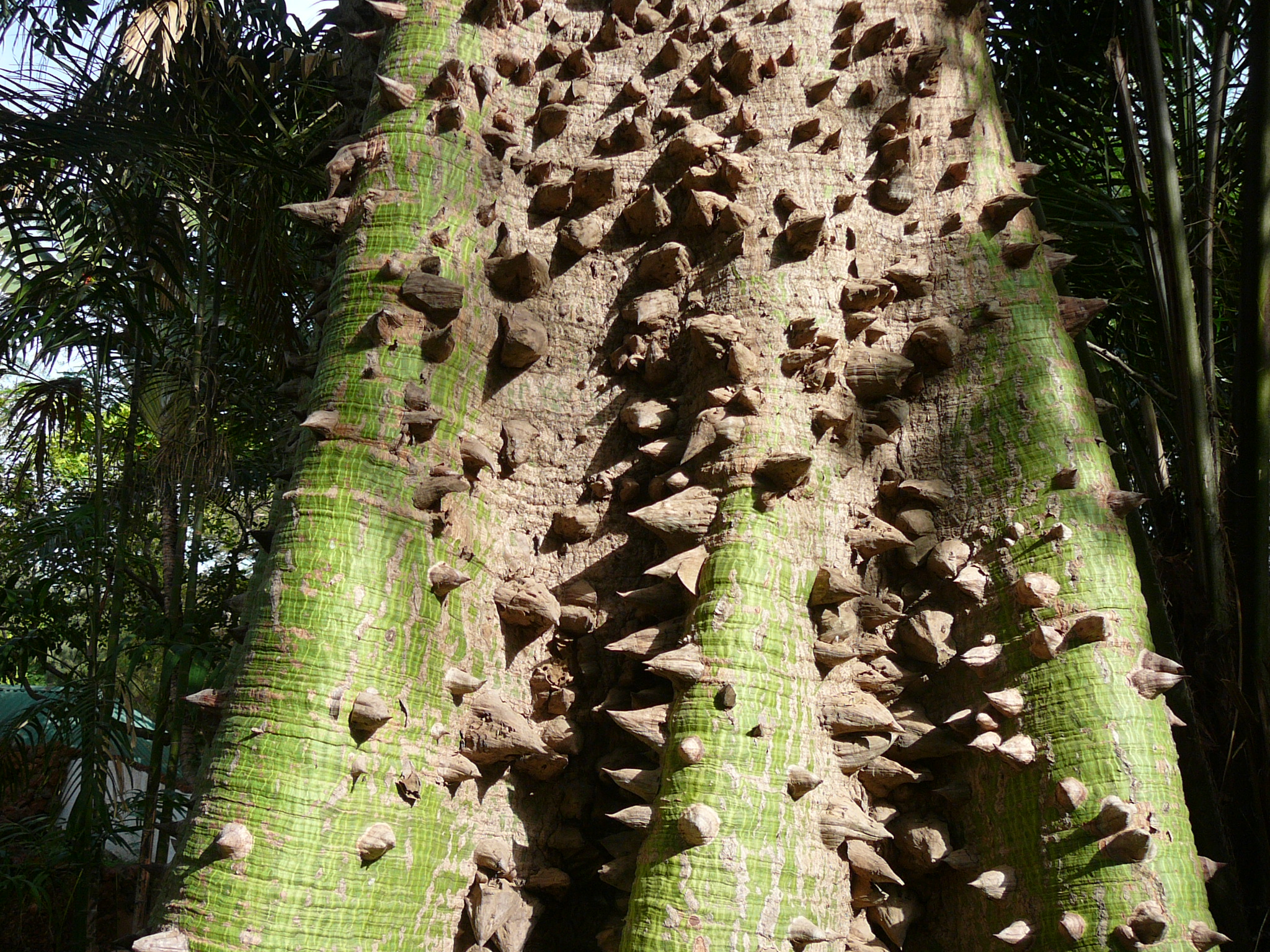
Espinas en un tronco joven de Ceiba pentandra.
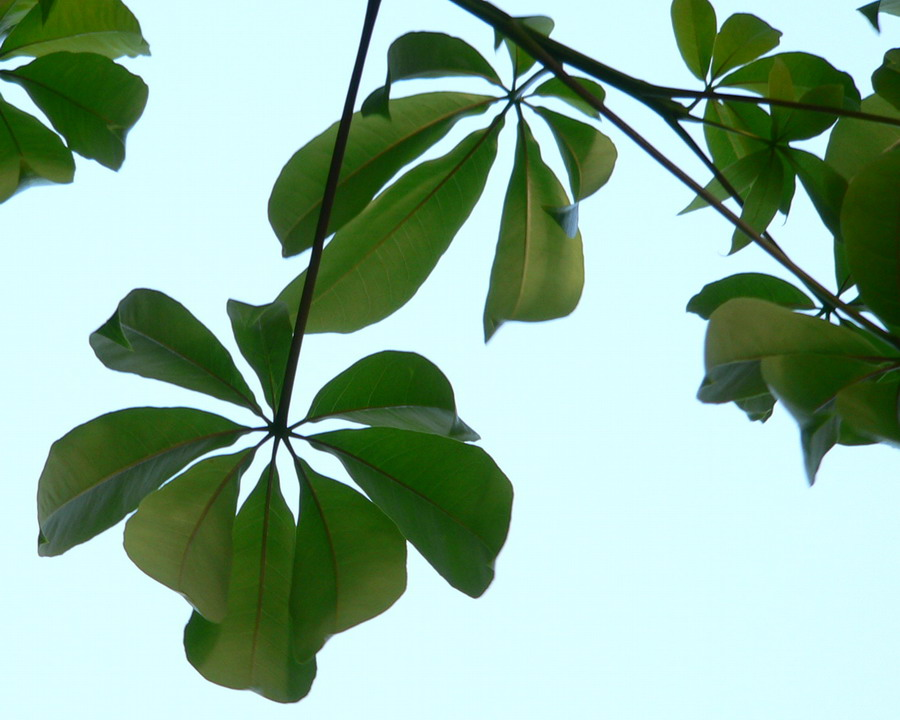
Hojas palmaticompuestas en Ceiba pentandra.
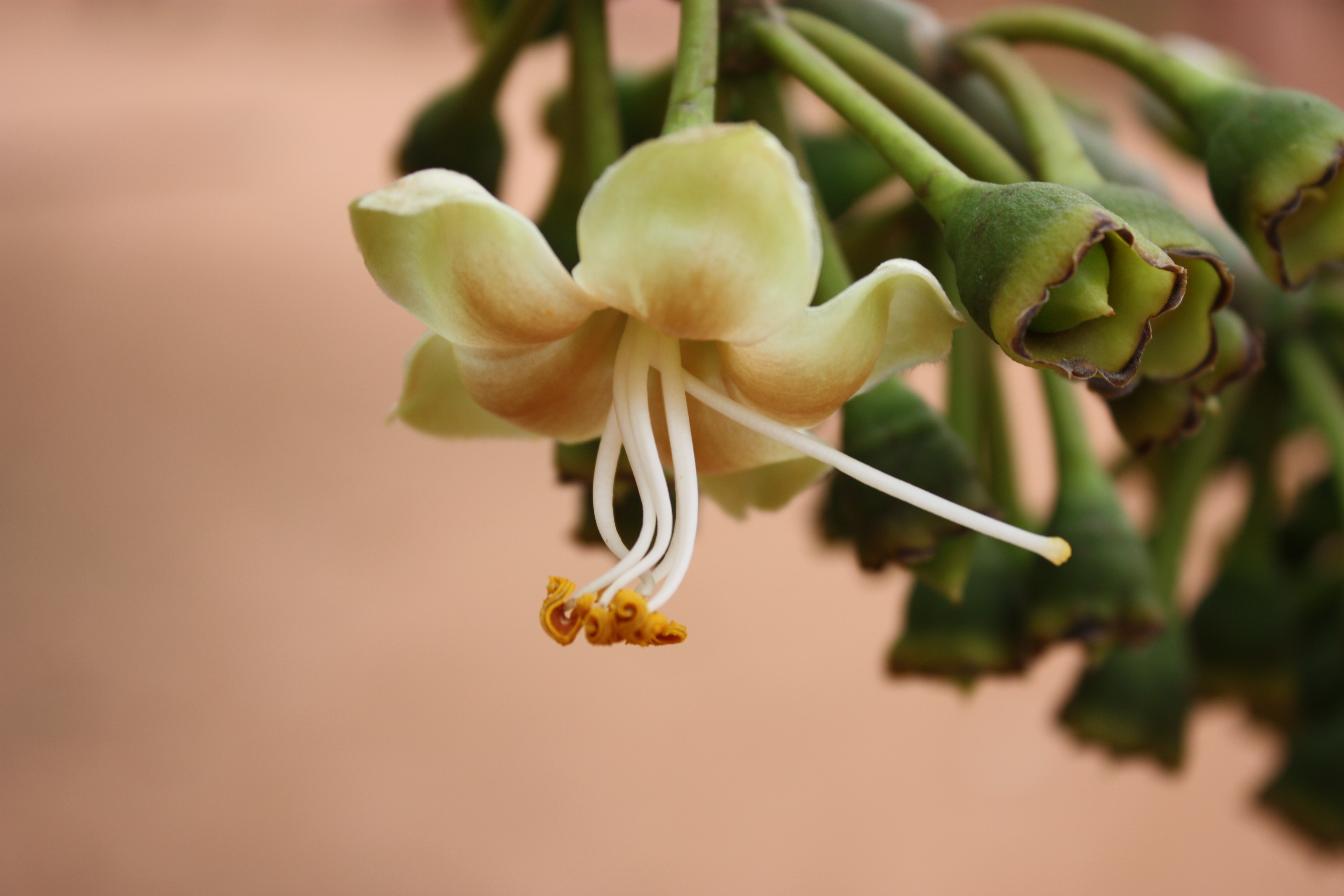
Flor de Ceiba pentandra.
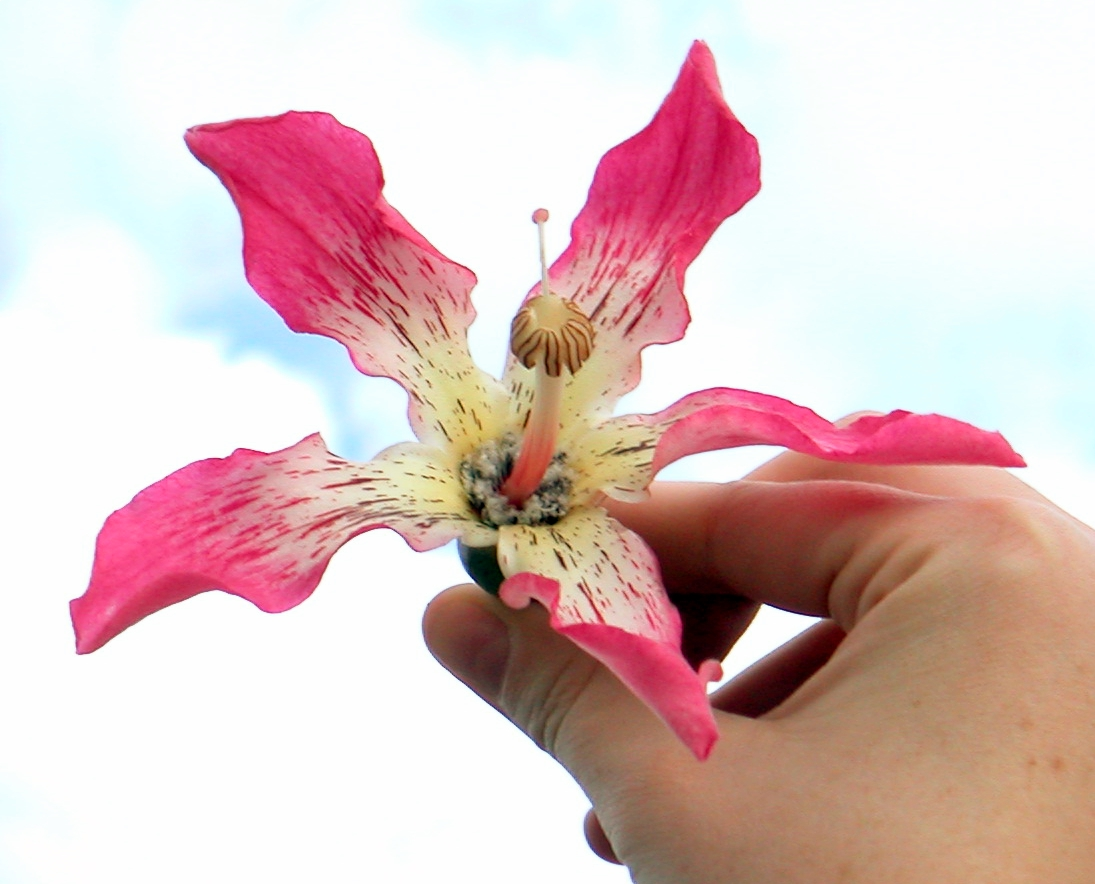
Flor de Ceiba speciosa.
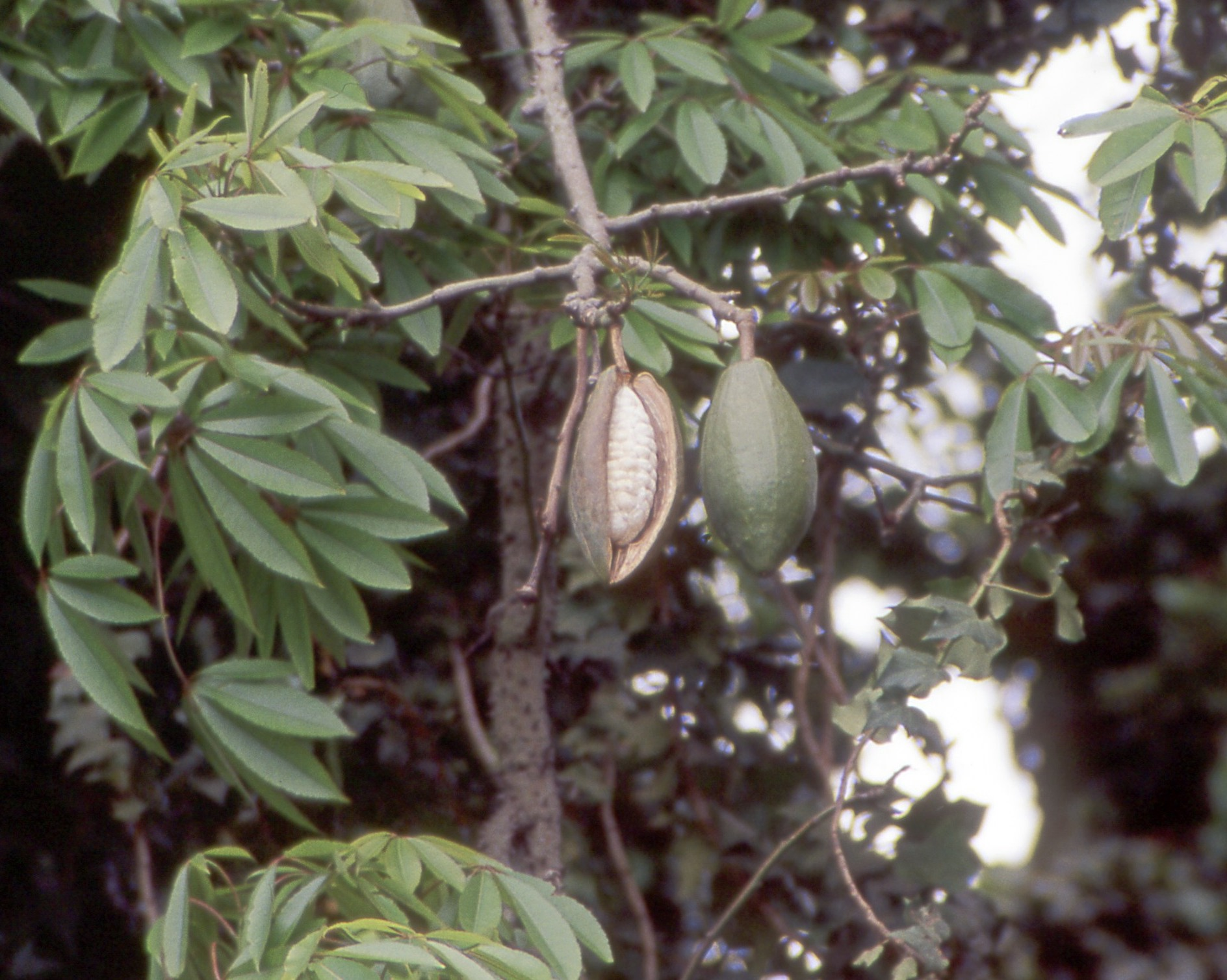
Comienza la dehiscencia del fruto, se observa la fibra algodonosa.
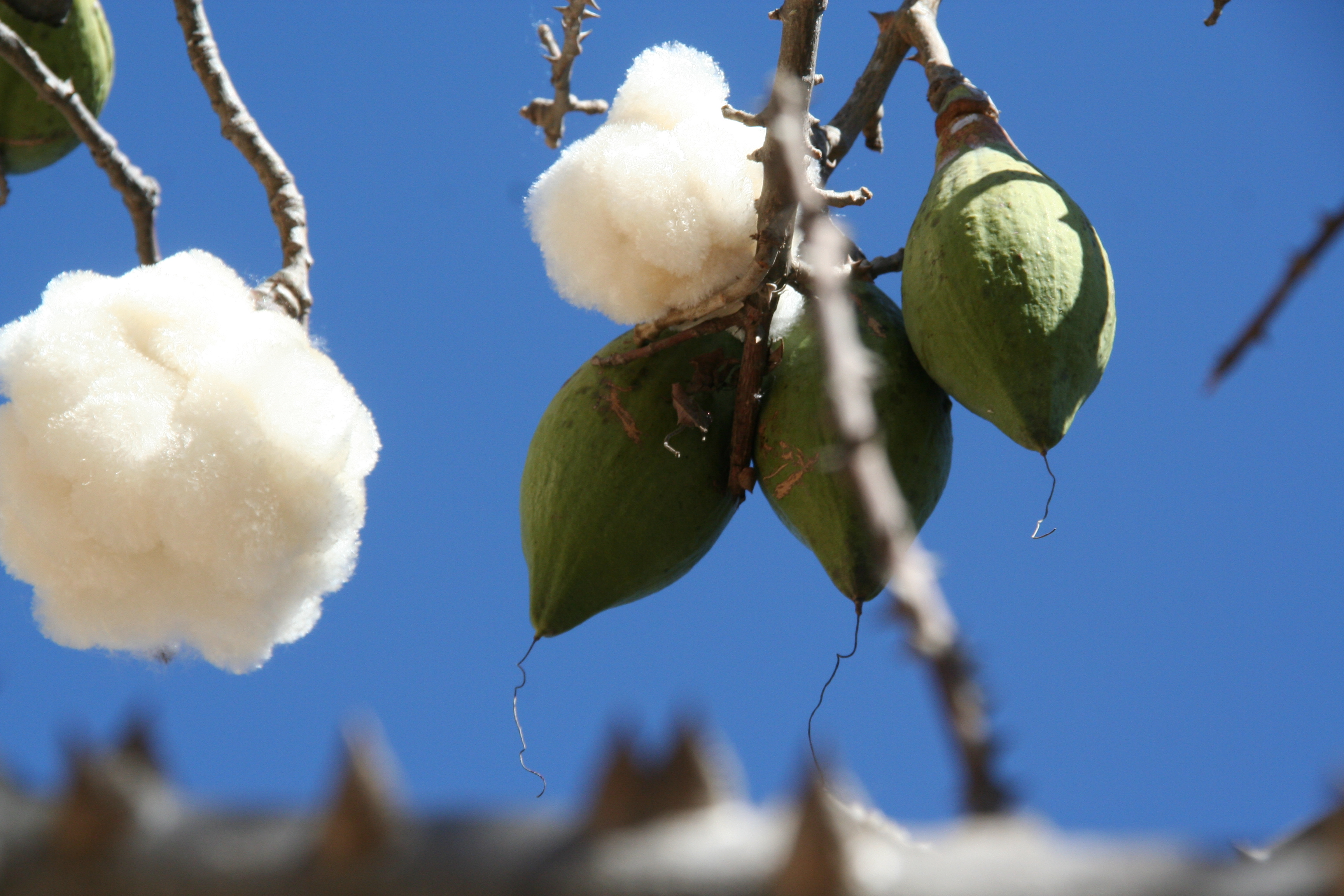
Frutos inmaduros y frutos maduros abiertos mostrando su fibra algodonosa en Ceiba pentandra

## Usos
Uno de sus principales usos es el ornamental, la especie tipo, Ceiba pentandra ha sido ampliamente cultivada en América para este uso. De igual manera, varias ciudades de Argentina están adornadas con ceibas (Ceiba speciosa, Ceiba chodatii, Ceiba pubiflora o híbridos de estas especies).
Las flores se usan también en ceremonias religiosas. Los frutos inmaduros, semillas y raíces tuberosas son comestibles en algunas regiones de México. El tejido fibroso de los frutos se usa como relleno de almohadas y la madera para fabricación de muebles.

## Nombre común
Las especies de Ceiba son conocidas en varias partes de América simplemente como ceibas. En Argentina y Uruguay especies con troncos particularmente ventricosos son referidas como palo borracho. Otros nombres comunes como pochote y yaxché (México) o painera (Brasil) hacen alusión al tejido fibroso de su fruto (el kapok).

## La ceiba como símbolo sagrado y declaración nacional
La ceiba era considerada un árbol sagrado entre las diferentes culturas prehispánicas del área de Mesoamérica, tales como mayas, pipiles, nahuas, taínos (Puerto Rico, La Española y Cuba), entre otros. Actualmente, lo sigue siendo en la Santería cubana. También se venera en algunas de las etnias amazónicas del Perú, pues se dice que allí viven ciertas deidades de la selva.
Según la cosmovisión de estos pueblos indígenas, la ceiba o Yaaxché, como se llama en el idioma maya, el universo está estructurado de tres planos, los cuales se comunican a través de la ceiba sagrada. Asimismo, de acuerdo a la creencia maya, son las ramas de este árbol las que permiten la apertura de los 13 cielos. Precisamente por la importancia que este árbol representaba para el pueblo maya y otros pueblos mesoamericanos, estos acostumbraban sembrarla en las plazas de sus ciudades. Esto se hace evidente en la antigua ciudad maya de Tikal, donde se encuentran varios ejemplares de esta especie.
Fue declarado Árbol Nacional de Guatemala el 8 de marzo de 1955 durante el gobierno del presidente Carlos Castillo Armas.